# Jictzad Viña
Jictzad Nakarhyt Viña Carreño (Carúpano, 27 maggio 1983) è una modella venezuelana, eletta nel 2005 Miss Venezuela. Ha inoltre ufficialmente rappresentato il Venezuela a Miss Universo 2006, concorso tenutosi a Los Angeles il 23 luglio 2006.
La Viña è diventata la seconda Miss Sucre a vincere il concorso di Miss Venezuela, sin dal suo inizio nel 1952. La prima era stata Ida Margarita Pieri, Miss Venezuela 1958.
Ha inoltre ottenuto una seconda posizione al concorso Reina Sudamericana 2005 tenutosi a Santa Cruz in Bolivia il 14 ottobre 2005.
Nel 2006 Jictzad Viña è diventata la seconda rappresentante in ventiquattro anni di storia del concorso a non ottenere un piazzamento a Miss Universo.